# Hemmeligheden (film fra 1912)
 For alternative betydninger, se Hemmeligheden. (Se også artikler, som begynder med Hemmeligheden)
Hemmeligheden er en norsk stumfilm fra 1912, som regnes som gået tabt.
Filmen var en dramafilm hvor en ung dame fra en kystby kommer sammen med en kunstmaler fra Paris. De starter et forhold, og hun får en datter. Den unge dame Elise bliver skilt og kaster barnet overbord, mens hun sejler med et dampskib til Norge. Da hun kommer hjem, bliver hun gift med løjtnanten Almeng. Det viser sig så, at barnet hun smed overbord ikke omkom, men blev fundet af et fiskerpar, som adopterete barnet. En dag møder Elise og løjtnanten fiskeren, og Elise bryder sammen og fortæller sin mand historien om, hvad der skete. Løjtnanten tager først sagen alvorligt, men da han ser hvor ulykkeligt det har gjort Elise, går han til fiskeren og henter sin hustrus datter, og lover at behandle hende, som om det var hans eget barn.